# Pac-In-Time
 (août 2015).
 (juin 2015).
Si vous disposez d'ouvrages ou d'articles de référence ou si vous connaissez des sites web de qualité traitant du thème abordé ici, merci de compléter l'article en donnant les références utiles à sa vérifiabilité et en les liant à la section « Notes et références ».
Pac-In-Time (connu au Japon sous le nom パックインタイム?) est un jeu vidéo d'action/plates-formes en 2D développé par Atreid Concept et édité par Namco. Il est sorti en Europe sur Super Nintendo en décembre 1994, puis en janvier 1995 au Japon sur Super Famicom, ainsi qu'en Amérique du Nord. Il fait partie de la série Pac-Man.

## Synopsis
L'ennemi juré de Pac-Man, la sorcière fantôme, lui a lancé un sort qui le téléporte dans le passé. Pac-Man se voit contraint de devoir retrouver son chemin vers le présent.

## Système de jeu
Le jeu est composé de 5 niveaux, eux-mêmes sous-divisés en 10 parties chacun. Pac-Man doit retrouver environ 30 pac-gommes dans chaque niveau. Il peut utiliser jusqu'à 4 pouvoirs qu'il acquiert en passant dans des anneaux colorés : le vert lui donne une corde permettant de s'accrocher aux parois ; le jaune, des boule de feu ; le rouge, un marteau ; et le bleu lui permet de nager.
Le gameplay est issu du jeu Fury of the Furries sorti en 1993 sur ordinateur, où les protagonistes, 4 petites boules de poils appelées Tinies, sont remplacées par Pac-Man.